# Медаль «За победу над Германией в Великой Отечественной войне 1941—1945 гг.»
Медаль «За победу над Германией в Великой Отечественной войне 1941—1945 гг.» учреждена Указом Президиума Верховного Совета СССР от 9 мая 1945 года. Авторы медали — художники Е. М. Романов и И. К. Андрианов.

## Положение о медали
Медалью «За победу над Германией в Великой Отечественной войне 1941—1945 гг.» награждались:
- все военнослужащие и лица вольнонаёмного штатного состава, принимавшие непосредственное участие в рядах Красной армии, Военно-морского флота и войск НКВД на фронтах Великой Отечественной войны или обеспечивавшие победу своей работой в военных округах;
- все военнослужащие и лица вольнонаёмного штатного состава, служившие в период Великой Отечественной войны в рядах действующей Красной армии, Военно-морского флота и войск НКВД, но выбывшие из них по ранению, болезни и увечью, а также переведённые по решению государственных и партийных организаций на другую работу вне армии.

Согласно дополнению к положению о медали, утверждённому постановлением Президиума Верховного совета СССР от 05.07.1945, медалью «За победу над Германией в Великой Отечественной войне 1941—1945 гг.» награждался также личный состав органов Народного комиссариата внутренних дел и Народного комиссариата государственной безопасности СССР.
Медаль «За победу над Германией в Великой Отечественной войне 1941—1945 гг.» носится на левой стороне груди и при наличии других медалей СССР располагается после медали «За оборону Советского Заполярья».
Лица, награждённые медалью «За победу над Германией в Великой Отечественной войне 1941—1945 гг.», впоследствии имели право на награждение юбилейными медалями:
- в 1965 году — Юбилейная медаль «Двадцать лет Победы в Великой Отечественной войне 1941—1945 гг.»
- в 1975 году — Юбилейная медаль «Тридцать лет Победы в Великой Отечественной войне 1941—1945 гг.»
- в 1985 году — Юбилейная медаль «Сорок лет Победы в Великой Отечественной войне 1941—1945 гг.»
- в 1995 году — Юбилейная медаль «50 лет Победы в Великой Отечественной войне 1941—1945 гг.»
- в 2005 году — Юбилейная медаль «60 лет Победы в Великой Отечественной войне 1941—1945 гг.»
- в 2010 году — Юбилейная медаль «65 лет Победы в Великой Отечественной войне 1941—1945 гг.»
- в 2015 году — Юбилейная медаль «70 лет Победы в Великой Отечественной войне 1941—1945 гг.»
- в 2020 году — Юбилейная медаль «75 лет Победы в Великой Отечественной войне 1941—1945 гг.»
- в 2025 году — Юбилейная медаль «80 лет Победы в Великой Отечественной войне 1941—1945 гг.»

## Описание медали
Медаль «За победу над Германией в Великой Отечественной войне 1941—1945 гг.» изготовляется из латуни и имеет форму правильного круга диаметром 32 мм.
На лицевой стороне медали профильное погрудное изображение И. В. Сталина в форме Маршала Советского Союза, повёрнутое влево. В верхней части медали по окружности надпись «НАШЕ ДЕЛО ПРАВОЕ», в нижней части по окружности надпись «МЫ ПОБЕДИЛИ».
На оборотной стороне медали надписи: по окружности — «ЗА ПОБЕДУ НАД ГЕРМАНИЕЙ», в центре — «В ВЕЛИКОЙ ОТЕЧЕСТВЕННОЙ ВОЙНЕ 1941—1945 ГГ.», в нижней части — пятиконечная звёздочка.
Все надписи и изображения на медали выпуклые.
Медаль при помощи ушка и кольца соединяется с пятиугольной колодкой, обтянутой шёлковой муаровой лентой шириной 24 мм. На ленте пять продольных равных по ширине чередующихся полосок — три чёрного и две оранжевого цвета. Края ленты окаймлены узенькими оранжевыми полосками.

## Награждённые
Общее количество награждённых медалью «За победу над Германией в Великой Отечественной войне 1941—1945 гг.» — около 15 000 000 человек. Исследователи С. С. Шишков и М. В. Музалевский отмечают, что в 1945 году было произведено 13 666 000 награждений медалью, а к 1987 году количество награждений составило 14 900 000; о 14 900 000 награждений писал и В. А. Дуров, а о 14 993 000 человек — военный историк Дмитрий Шуняков. Ряд источников называет медаль «За победу над Германией в Великой Отечественной войне 1941—1945 гг.» самой массовой и распространённой наградой СССР, тем не менее, к примеру, количество награждений медалью «За доблестный труд в Великой Отечественной войне 1941—1945 гг.» составило 16 100 000, а юбилейной медали «Двадцать лет Победы в Великой Отечественной войне 1941—1945 гг.» было удостоено более 15 000 000 человек.
Историк М. А. Рогов указывает, что советские военные медали, которыми награждались сотрудники НКВД СССР, представляется возможным разделить на пять самостоятельных групп: «За оборону…», «За освобождение…», «За взятие…», медали Ушакова, Нахимова и «Партизану Великой Отечественной войны», а также «За победу…» Медаль «За победу над Германией в Великой Отечественной войне 1941—1945 гг.» исследователь относит к последней группе, одновременно подчёркивая, что к награде представлялись не только военнослужащие войск НКВД, принимавшие непосредственное участие в боевых действиях, но и прослужившие не менее трёх месяцев в управлениях военных округов, органах местного военного управления, запасных и учебных частях, в военно-учебных заведениях, а также в частях, обеспечивших победу своей успешной работой.
Медалью «За победу над Германией в Великой Отечественной войне 1941—1945 гг.» награждались должностные лица Главного таможенного управления Народного комиссариата внешней торговли СССР: в годы войны советские таможенники способствовали бесперебойному снабжению и поставкам всех видов вооружения, боеприпасов, средств транспорта и связи, снабжения, обмундирования и довольствия регулярной армии.
Известны прецеденты награждения медалью «За победу над Германией в Великой Отечественной войне 1941—1945 гг.» граждан иностранных государств. Так, было произведено 120 000 награждений военнослужащих Болгарской Народной Армии, участвовавших в боевых действиях против войск нацистской Германии и её союзников. 5 июня 1945 года Главный маршал авиации А. А. Новиков вручил медали «За победу над Германией в Великой Отечественной войне 1941—1945 гг.» офицерскому составу истребительного авиационного полка «Нормандия — Неман»; награду из рук советского военачальника получили 36 французских лётчиков.

## Иллюстрации
- Реверс медали
- Удостоверение к медали
- Почтовая марка СССР, 1946 год
- Медаль на почтовой марке 1950 года